# Molophilus (Molophilus) editus
Molophilus (Molophilus) editus is een tweevleugelige uit de familie steltmuggen (Limoniidae). De soort komt voor in het Oriëntaals gebied.